# Château de Linderhof
Le château de Linderhof est un château royal (« villa royale ») situé dans le Graswangtal près d'Oberammergau et du monastère d'Ettal. Il fut construit de 1874 à 1878 sous Louis II de Bavière.

## Histoire

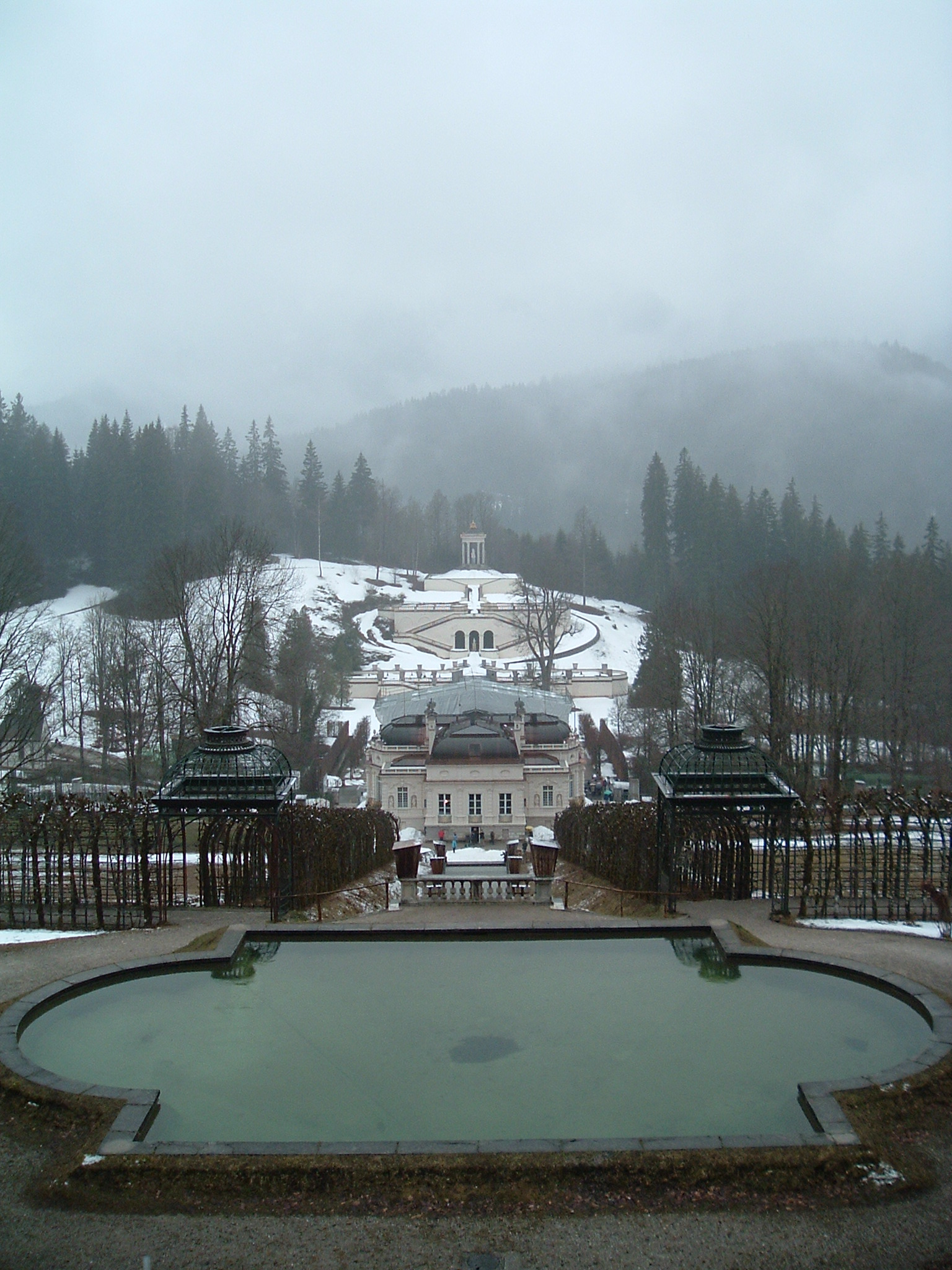
Vue du château en hiver.

Linderhof était autrefois une simple ferme familiale qui fut reprise par le roi Maximilien II, père de Louis II, pour ses jours de chasse. Il modernisa l'intérieur, mais laissa l'extérieur intact.
Si le nouveau roi Louis II s'y rendait souvent, c'était plus pour l'isolement que pour la chasse, qu'il détestait par-dessus tout, comme la guerre. À partir de 1872, après maintes démolitions, reconstructions et rénovations, le château de Linderhof apparut peu à peu sous son état actuel. En 1873, il fut recouvert de pierres et la toiture renouvelée. Les derniers travaux furent achevés en 1885-86.
La chambre à coucher est copiée sur celle du roi de France Louis XIV : une balustrade sépare le lit à baldaquin de l'auditoire censé assister au lever du roi.
Louis II détestait la présence de témoins. La salle à manger était équipée d'une plateforme sur laquelle était posée la table. Cette plateforme coulissait jusqu'à l'étage d'en dessous, où se trouvaient les cuisines. Ensuite, la table remontait avec le repas ; le roi n'avait donc pas à croiser les serviteurs.
Les jardins du Linderhof sont une pièce maîtresse du site. L'architecte paysagiste Carl von Effner, qui dirigea l'aménagement du parc, a tiré parti des pentes du vallon pour installer bassins, cascades et jardins en terrasses. Le parc s'étend sur plusieurs hectares.
La grotte de Vénus, entièrement artificielle, a été aménagée pour recréer l'ambiance de l'épisode du Venusberg de l'opéra wagnérien Tannhäuser. Le roi aimait aller sur sa « barque », rêvant à des mondes imaginaires, tout en écoutant de la musique de Richard Wagner, jouée par un orchestre dissimulé derrière des rochers.
Le Pavillon mauresque est en fait l'ancien Pavillon de la Prusse de l'Exposition universelle de Paris de 1867. Il a été acheté à un industriel des chemins de fer prussien (Bethel Henry Strousberg) en 1876, à la suite de sa faillite. L'intérieur est somptueux.
La Hundingshütte (hutte de Hunding) est issue d'un opéra de Wagner, La Walkyrie. L'intérieur se veut rustique, avec peaux d'ours, branches d'arbres. Le bâtiment a été ravagé par les flammes en 1945, et reconstruit à l'identique plusieurs décennies plus tard.

## Artistes notables ayant travaillé au château de Linderhof
- Gyula Benczúr : peintures
- Georg von Dollmann : architecture et génie civil
- Carl von Effner : jardins
- Albert Graefle: peintures
- Wilhelm Hauschild : peintures murales
- Johann Nepomuk Hautmann : sculptures
- Julius Hofmann : architecture
- Christian Jank : architecture
- J. & L. Lobmeyr : lustres, cristal
- Manufacture de Meissen : porcelaines
- Manufacture de Sèvres : porcelaines
- Heinrich Karl von Pechmann : peintures
- Philipp Perron : sculpture, mobilier, lambris
- Anton Pössenbacher : mobilier
- August Spieß : peintures
- Joseph Watter : peintures

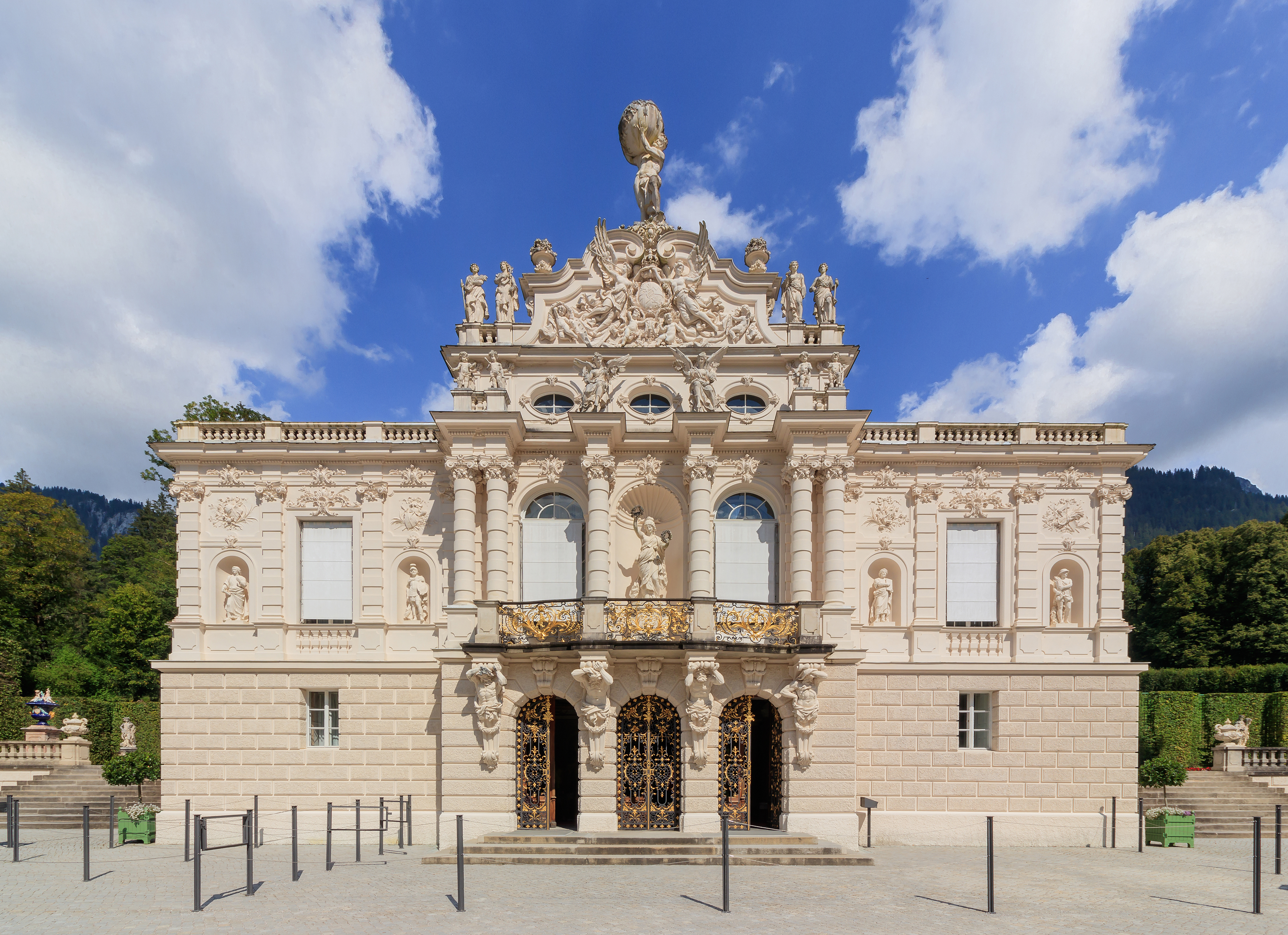
Façade sud.
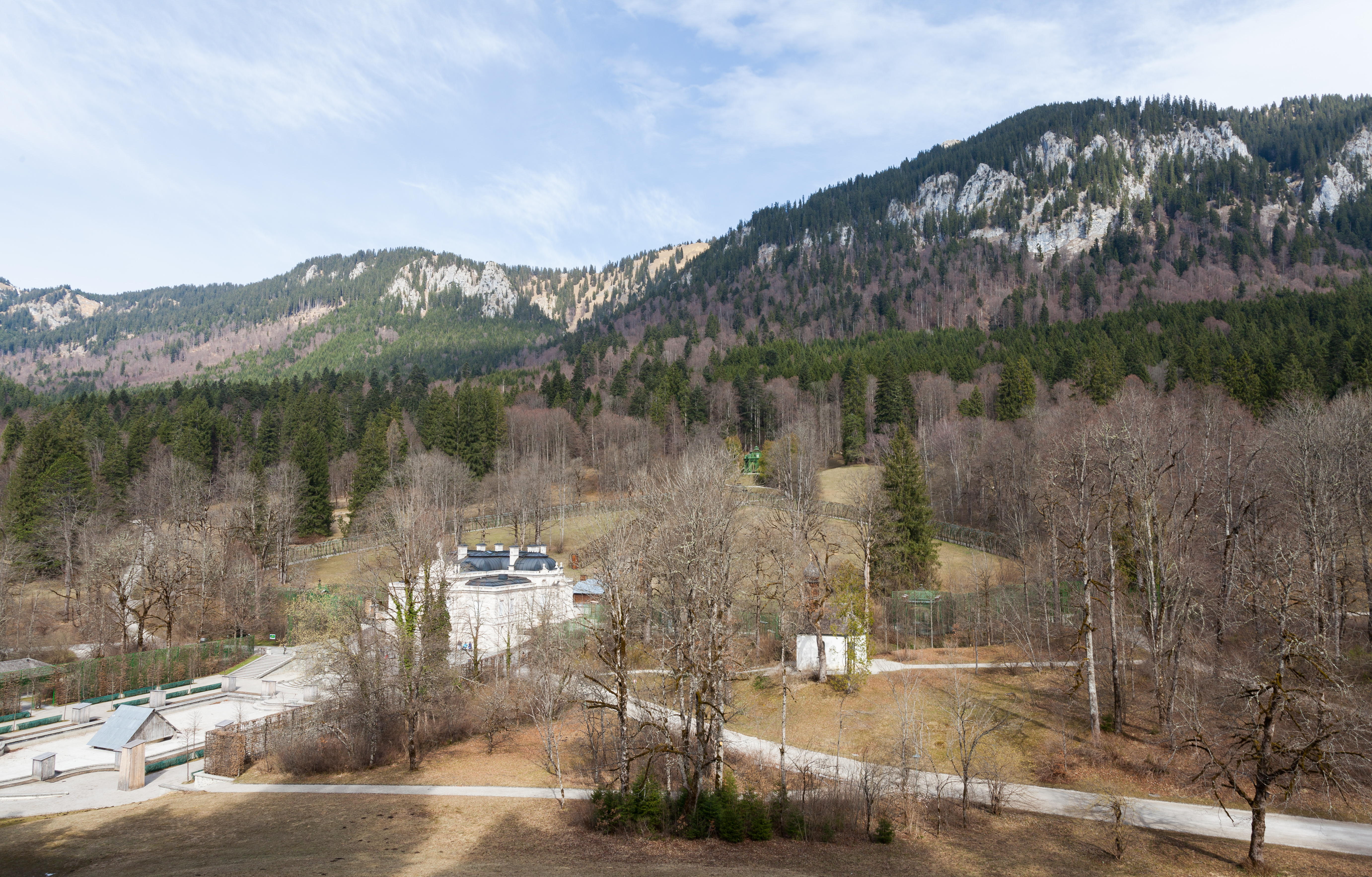
Emplacement.
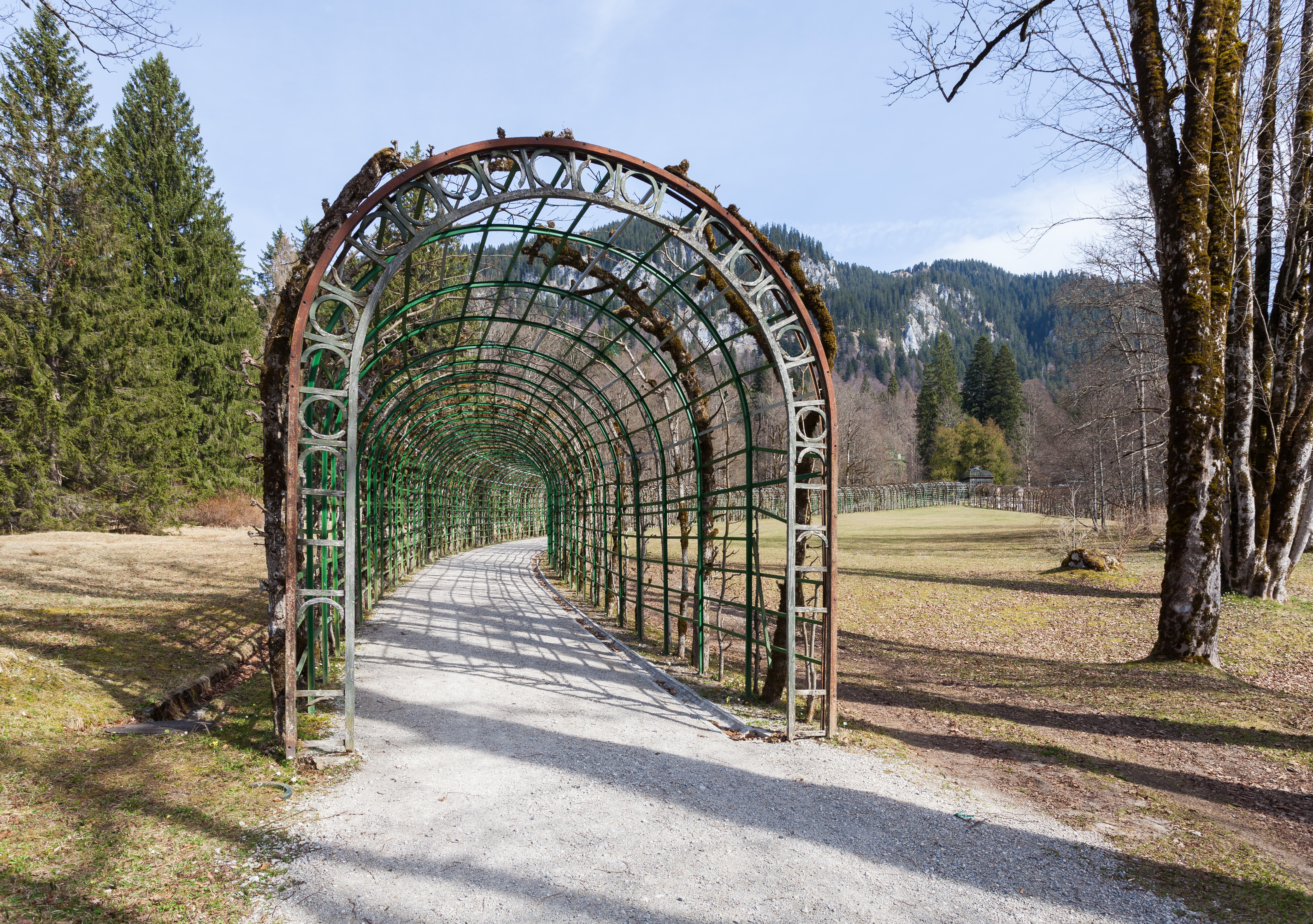
Jardin.
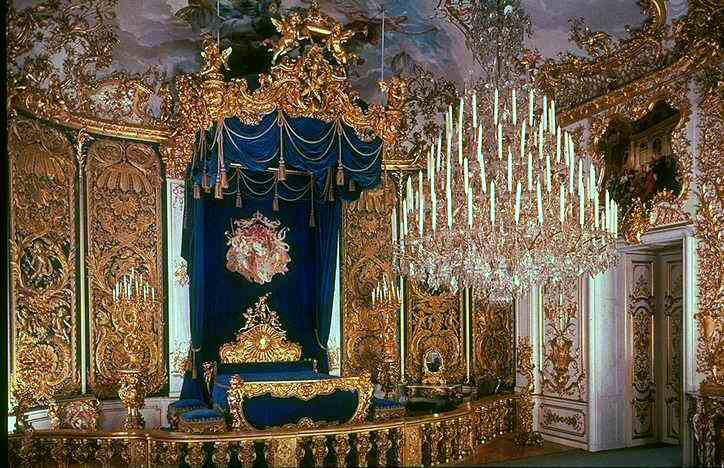
La chambre à coucher.
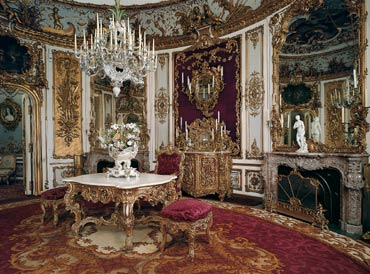
La salle à manger.
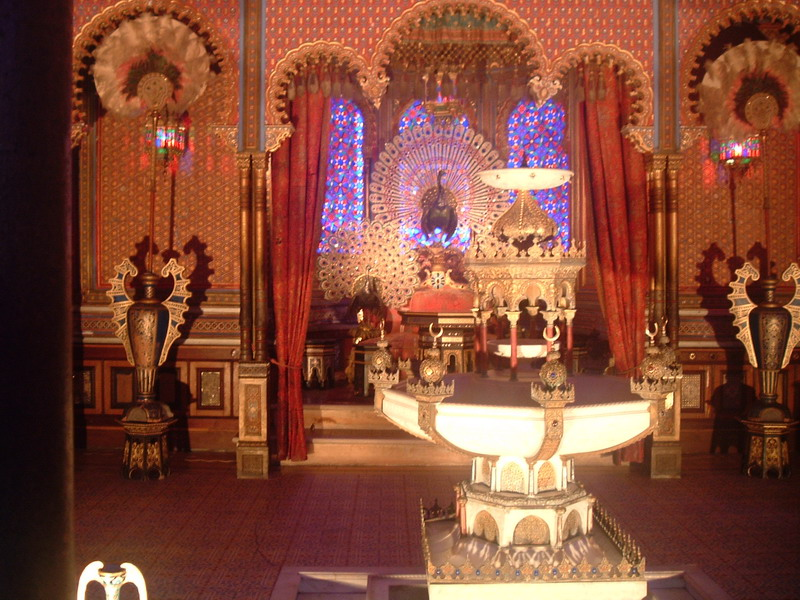
Le pavillon mauresque (intérieur).
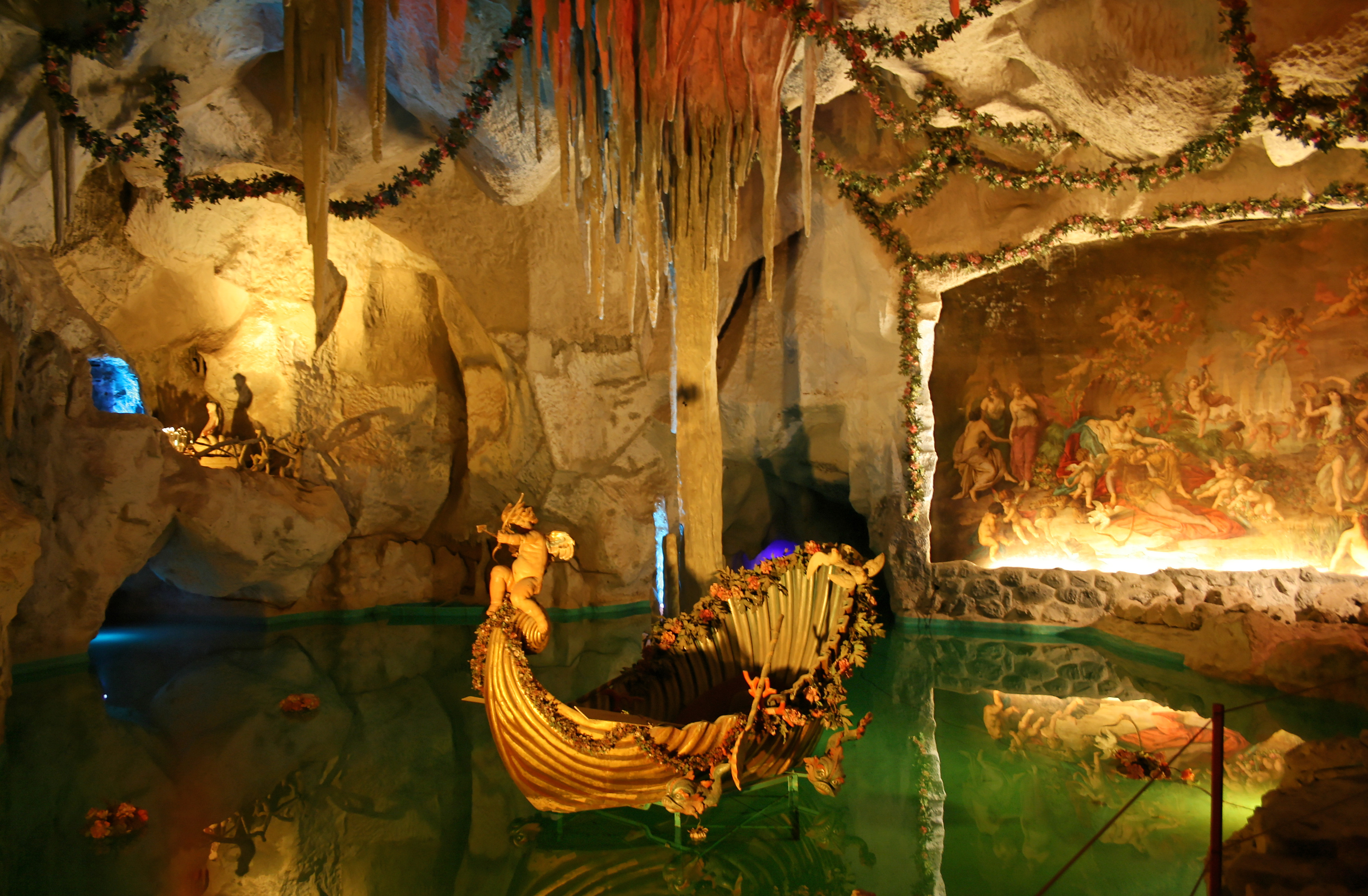
La grotte de Vénus.
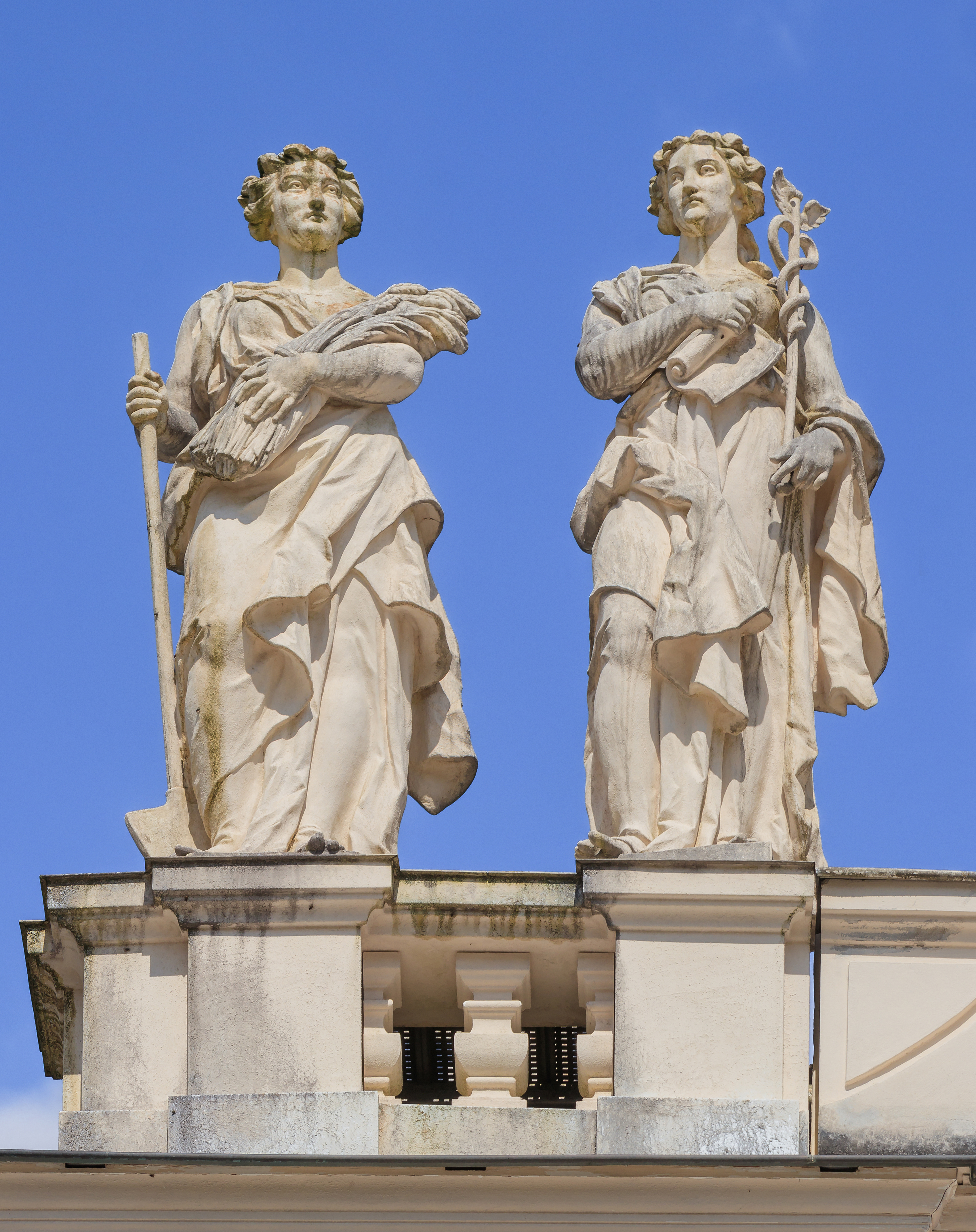
Les statues de l'agriculture et du commerce, réalisées par Philipp Perron, sur le pignon (architecture) de la façade sud du chateau.

## Protection
Le château est inscrit sur la liste du patrimoine mondial en 2025 par l'UNESCO, en tant que partie du bien « Les châteaux du roi Louis II de Bavière : Neuschwanstein, Linderhof, Schachen et Herrenchiemsee ».

### Articles associés
- Les autres châteaux de Louis II de Bavière :
  - Maison royale de Schachen
  - Château de Neuschwanstein
  - Château de Hohenschwangau
  - Château de Herrenchiemsee
- Ludwig ou le Crépuscule des dieux (Ludwig), film de Luchino Visconti (1973)